# Avonmore (Pennsilvània)
Avonmore és una població dels Estats Units a l'estat de Pennsilvània. Segons el cens del 2000 tenia 820 habitants.

## Demografia
Segons el cens del 2000, Avonmore tenia 820 habitants, 344 habitatges, i 234 famílies. La densitat de població era de 211,1 habitants per quilòmetre quadrat.
Dels 344 habitatges en un 26,5% hi vivien nens de menys de 18 anys, en un 56,4% hi vivien parelles casades, en un 8,4% dones solteres, i en un 31,7% no eren unitats familiars. En el 30,5% dels habitatges hi vivien persones soles el 18% de les quals corresponia a persones de 65 anys o més que vivien soles. El nombre mitjà de persones vivint en cada habitatge era de 2,35 i el nombre mitjà de persones que vivien en cada família era de 2,89.
Per edats la població es repartia de la següent manera: un 21,6% tenia menys de 18 anys, un 5,1% entre 18 i 24, un 25,2% entre 25 i 44, un 24,6% de 45 a 60 i un 23,4% 65 anys o més.
L'edat mediana era de 43 anys. Per cada 100 dones de 18 o més anys hi havia 78,6 homes.
La renda mediana per habitatge era de 30.156 $ i la renda mediana per família de 39.583 $. Els homes tenien una renda mediana de 34.286 $ mentre que les dones 22.361 $. La renda per capita de la població era de 18.712 $. Entorn del 7,7% de les famílies i el 9,2% de la població estaven per davall del llindar de pobresa.

## Poblacions més properes
El següent diagrama mostra les poblacions més properes.